# Kovačnik
Kovačnik (znanstveno ime Lonicera caprifolium) je vrsta listopadne ovijalke, ki spada v rod kosteničevje (Lonicera) in družino kovačnikovk (Caprifoliaceae). Vrsta je avtohtona na določenih predelih Evrope, zanesli in zatem naturalizirali pa so jo tudi v jugovzhodni Britaniji in severovzhodni Severni Ameriki. Vrsta nima statusa ogrožene ali zavarovane vrste, saj se v naravi pojavlja zelo pogosto.

## Značilnosti

### Izgled
Kovačnik je listopadna olesenela rastlina, ki jo je moč videti v obliki ovijalke ali plezalke, zmožne doseči vse do 5 metrov višine. V večini primerov se to kosteničevje ovija okoli raznih lesnatih rastlin. Kovačnik se okoli izbranega substrata ovija v smeri urinega kazalca. Nekatere rastline se razraščajo po tleh.

### Listi
Kovačnikovi listi so jajčasti do eliptični in imajo cel, nenazobčan rob. So sinjezelene barve, njihova površina ni porasla s trihomi (dlačicami). Stebelni listi so bodisi kratkopecljati bodisi sedeči (v takem primeru poganjajo neposredno iz poganjkov). Karakteristična lastnost, po kateri je kovačnik mogoče enostavno razločevati od drugih vrst kosteničevja, so paroma zrasli gornji stebelni listi (ovršni listi). Posledično izgleda, da steblo poteka skozi sredino velikega ščitastega lista, ki je dejansko spoj dveh zraslih listov jajčaste oblike.

### Cvetovi in plodovi
Cvetovi kovačnika so somerni (zigomorfni) in rumene do bele barve s priložnostnimi rožnatimi do rdečkastimi odtenki. Sedeči cvetovi se nahajajo v skupinah po šest (redkeje manj) neposredno nad zraslimi ovršnimi listi. Cvet ima šest dolgih prašnikov, ki zevajo daleč iz cveta. Plodnica je podrasla. Druga prepoznavna lastnost kosteničevja so značilno oblikovani dvoustnati cvetovi, pri katerih je zgornja ustna iz štirih delov, medtem ko spodnjo gradita zgolj dva. Plodovi so rdečkaste do oranžne jagode kroglaste oblike, ki se združujejo v skupine po šest. Vrsta cveti od maja do julija in plodi avgusta ter septembra.

### Posebnosti
Kovačnikove rdeče jagode so strupene.

### Podobne vrste
Kovačniku so precej podobne druge vrste rodu kosteničevja. Tudi gozdno kosteničevje (Lonicera periclymenum) je navadno v obliki olesenele vzpenjalke, a rastlina nima paroma zraslih ovršnih listov, njeni listi pa so ožji (eliptični do podolgasti). Puhastolistno kosteničevje (Lonicera xylosteum) od kovačnika ločujemo po gosto dlakavih listih in rdečih jagodah, ki so po parih posajene na isti pecelj. Hkrati je puhastolistno kosteničevje grm. Lažje je ločevanje kovačnika in črnega kosteničevja (Lonicera nigra), nizkega grma, ki je ime dobil po črnikastih kroglastih jagodah.

## Pojavljanje
Kovačnik je prvotno jugovzhodnoevropska vrsta, ki so jo prenesli v druge evropske predele. Danes se pojavlja tudi v Britaniji in zunaj Evrope, v Severni Ameriki. Kovačnik raste predvsem v svetlejših gozdovih, pa tudi na gozdnih robovih in med grmičevjem. Rastlina je precej pogosta, velikokrat jo je zaradi lepih cvetov in prijetnega vonja mogoče videti kot okrasno rastlino.

## Galerija
- Kovačnik je ovijalka ali plezalka.
- Posebnost kovačnika sta paroma zrasla ovršna lista, ki skupaj tvorita velik ščitast list.
- Med seboj so lahko zrasli tudi gornji stebelni listi.
- Cvetovi so zelo prepoznavni; so dvoustnati, s štiridelno zgornjo in dvodelno spodnjo ustno.
- Cvetovi so raznobarvni; beli, rumeni, rožnati in rdeči.
- Rastlina ima pet štrlečih prašnikov.
- Plodovi so rdečkaste do oranžne sočne kroglaste jagode.
- Navadno so jagode posajene v skupinah po šest.